# Cracovianas

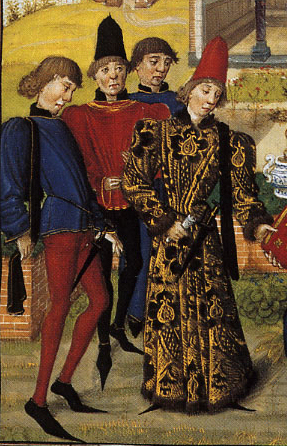
Cracovianas en Borgoña ca. 1470

Cracovianas, también llamadas poulaines, pigaches o zapatos a la polonesa es un estilo de zapatos con la punta extremadamente larga muy popular en la Europa del siglo XV. Reciben este nombre pues al parecer se originaron en Cracovia, entonces la capital de Polonia.

## Historia
Los zapatos de punta alargada habían sido populares en Europa en distintos momentos de la historia, con un primer registro arqueológico en el siglo XII. Alcanzaron su formato más exagerado en el tercer cuarto del siglo XV, cayendo en desuso en la década de los años 1480.

## Características

### Relleno
La punta a la polonesa se rellenaba para conseguir rigidez y controlar su forma. Algunos ejemplos que han llegado a nuestros días estaban rellenos con musgo. Un cronista italiano escribió en 1388 que también se rellenaban con crines de caballo.

### Longitud
Las evidencias arqueológicas que han llegado a nuestros días muestran que la longitud de la punta era raramente superior al 50% de la longitud del pie.: 88–9  Esto es compatible con representaciones artísticas del tercer cuarto del siglo XV, cuando las cracovianas estaban en el punto álgido de su popularidad.

## Cracovianas y armaduras: los escarpes

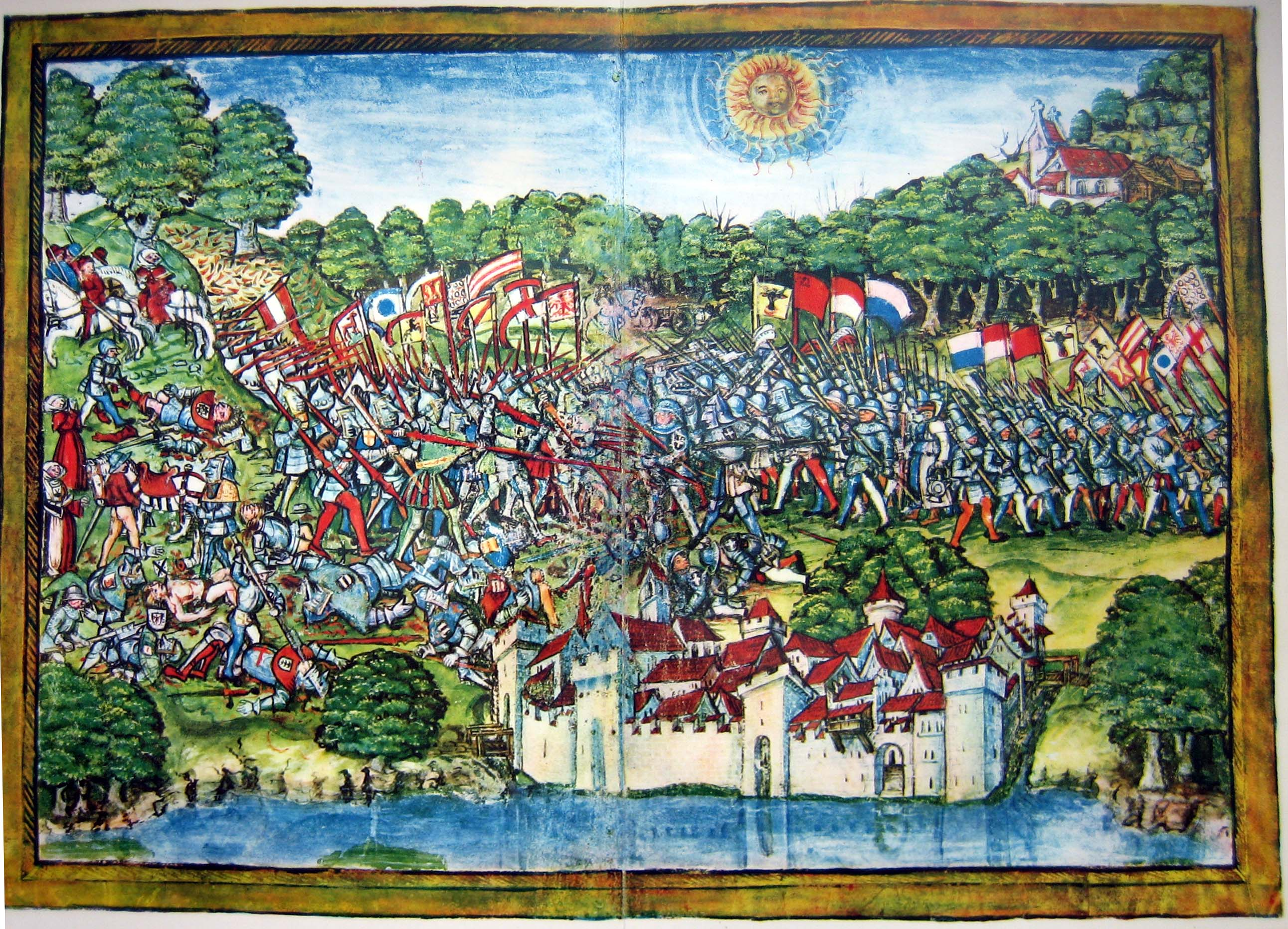
Representación de la Batalla de Sempach en el Luzerner Schilling, mostrando una pila grande de zapatos apuntados en un cerro en el ángulo superior izquierdo de la ilustración (1513).

Como es frecuente con muchos elementos de moda los ejemplos más extremos corresponden a las clases superiores. Sin embargo, en los periodos de alta popularidad de las cracovianas, la mayor parte de los zapatos eran algo apuntados, incluso aquellos utilizados para la guerra, los escarpes.
Hay evidencias de la Batalla de Sempach que muestran que incluso los soldados en campaña llevaban zapatos apuntados hasta el extremo de dificultar la carrera. En aquella batalla, los caballeros de Leopoldo III, Duque de Austria, hubieron de desmontar y luchar a pie, y para ello hubieron de deshacerse de las cracovianas. Los cronistas suizos informan de una pila enorme de este tipo de calzado que se encontró tras la batalla, y figuran en el fondo de la escena de batalla del Luzerner Schilling de 1513.

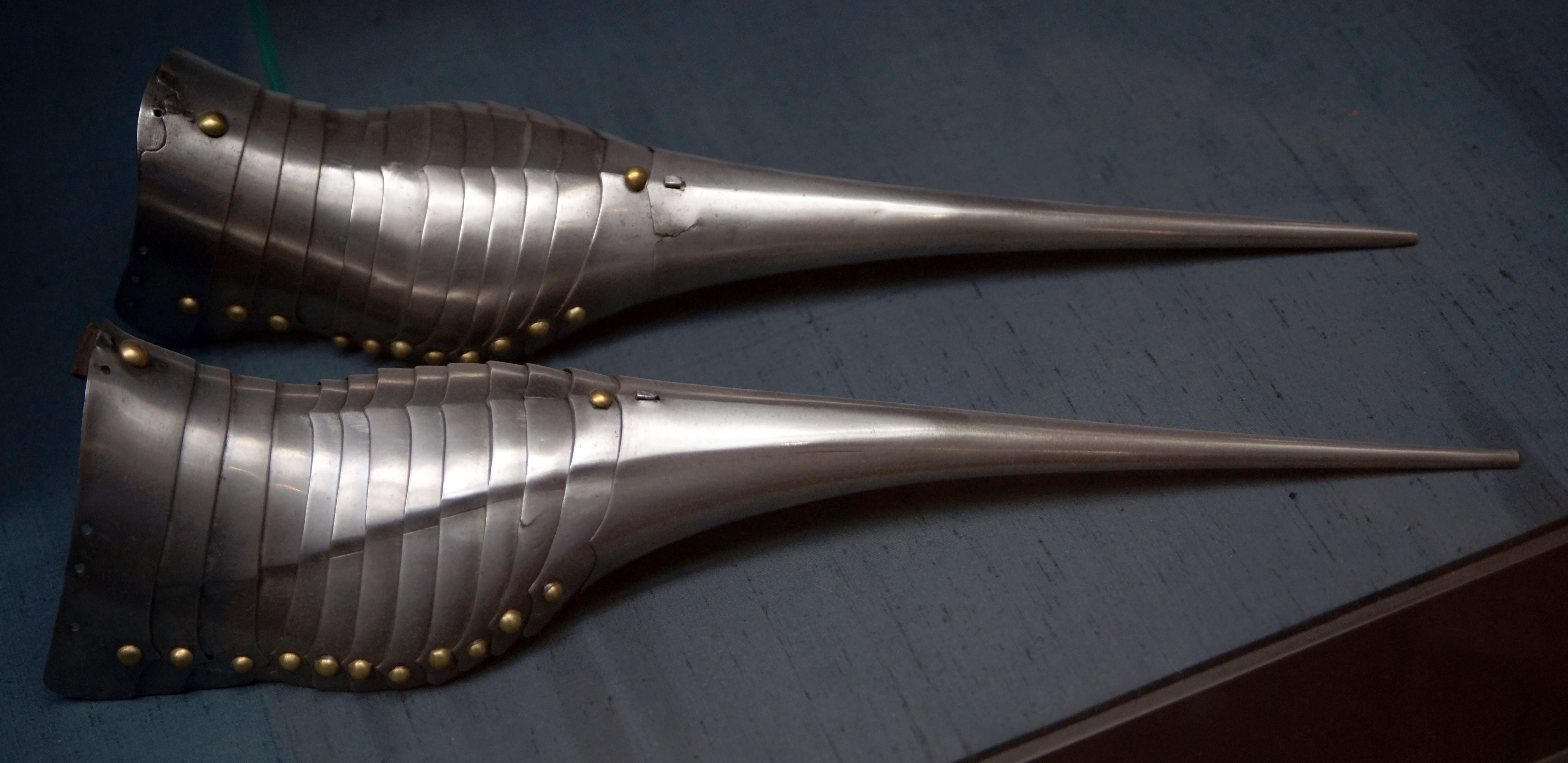
Escarpes de Maximiliano I, Emperador del Sacro Imperio, c. 1485.

Un par de escarpe perteneciente a Maximiliano I, el emperador del Sacro Imperio Romano Germánico, portaba puntas extremadamente largas, pero se usaban solo a caballo. En este caso las largas puntas eran separables del escarpe para el combate a pie.

## Poulaines y polainas
La etimologías de poulaines y polainas parecen estar relacionadas, pero han devenido en significados diferentes.